# زایمان در تایلند
زایمان در تایلند (انگلیسی: Childbirth in Thailand) به‌طور عمده تحت تأثیر باورهای فولکلور در تایلند مرکزی و ناحیه تایلند شمالی هستند و شیوه‌های مدرن تحت تأثیر مدل پزشکی غربی قرار دارند.
زایمان در تایلند به‌طور سنتی در خانه و تحت نظارت دستیاران سنتی مانند Mo Tamaye یا Mae Jang انجام می‌شود. این دستیاران معمولاً زنان با تجربه هستند که در فرایند زایمان کمک می‌کنند. در حال حاضر، بیشتر زنان تایلندی در بیمارستان‌ها و کلینیک‌ها زایمان می‌کنند، و دستیاران بهداشتی ماهر در این مراکز حضور دارند. سنت‌های مختلفی در فرایند زایمان وجود دارد، از جمله استفاده از پرچم‌های مقدس برای دفع ارواح شرور و قرار گرفتن زن در موقعیت‌های خاص برای تسکین درد.
پس از تولد کودک، مراقبت‌های سنتی از جمله "Yu Fai" (در معرض آتش قرار گرفتن برای کوچک کردن رحم) و رژیم غذایی خاص برای مادر توصیه می‌شود. همچنین، زن پس از زایمان باید به مدت چند هفته به درمان‌های سنتی مانند حمام‌های گیاهی بپردازد.
در زمینه پزشکی، سزارین در صورت بروز مشکلات پزشکی انجام می‌شود، اما نرخ سزارین در تایلند در حال افزایش است. قانون حمایت از کارگران نیز به زنان اجازه می‌دهد که از سه ماه مرخصی مادرانه برخوردار شوند، اما این قوانین در عمل ضعیف اجرا می‌شوند.

## پیشینه

### نظریه‌های سلامت و بیماری
پزشکی سنتی تایلند بر اساس سنت‌های بومی مختلط با تأثیرات هندی، چینی و خمر است. از نظر تاریخی، جیواکای کومار باچا به عنوان «پدر پزشکان» در پزشکی تایلند شناخته می‌شود. مفهوم «دایره زندگی» یک مفهوم مرکزی در فلسفه پزشکی تایلند است که شامل سه جوهر بدن انسان است که باید در تعادل نگه داشته شوند تا سلامت حفظ شود. این سه جوهر عبارتند از: (۱) انرژی (که ذهن، بدن و قلب را با هم نگه می‌دارد، مشابه به چی/چی/پرانا)، (۲) بدن (ماده فیزیکی)، و (۳) چیتا (ذهن/قلب، موجود غیرفیزیکی که تمام افکار، احساسات، روح، و خود درونی را در خود نگه می‌دارد). پزشکی سنتی تایلند سه شاخه دارد که به سه جوهر مربوط می‌شود: ماساژ تایلندی، گیاه‌درمانی (شامل رژیم غذایی) و درمان‌های معنوی یا دینی. این سه شاخه برای متعادل نگه داشتن هر یک از جوهرها استفاده می‌شود. به عنوان مثال، ده طعم مختلف از غذاها و گیاهان در پزشکی تایلند شناخته شده است و طعم‌های مخالف فرایند بیماری برای درمان آن به کار می‌روند. به همین ترتیب، چهار عنصر بدن (آتش، آب، هوا و زمین) باید با خوردن غذاهای خاص در تعادل نگه داشته شوند.

### آمار سلامت زنان
میانگین طول عمر زنان در تایلند ۷۶٫۰۸ سال است (در مقایسه با ۷۱٫۲۴ سال برای مردان). دو درصد از زنان تایلند سیگار می‌کشند. نرخ تولد کنونی (۲۰۱۱) حدود ۱۲٫۹۵ تولد به ازای هر ۱٬۰۰۰ نفر است. نسبت مرگ و میر مادران ۲۰٫۶۳ در هر ۱۰۰٬۰۰۰ تولد زنده است و علل عمده مرگ مادران عبارتند از خونریزی بعد از زایمان (۲۷٫۸٪)، سپسیس (۸٫۷۳٪)، توکسمی (۱۶٫۷٪)، آمبولی مایع آمنیوتیک (۱۱٫۹٪) و علل دیگر (۸٫۷۳٪) (۲۰۰۳).
درصد بالایی از زنان باردار (۹۷٪) تحت نظر پرسنل بهداشتی ماهر قرار دارند که این رقم بسیار بیشتر از میانگین منطقه‌ای (۴۹٪) است (۲۰۰۸). زنان در تایلند همچنین بیشتر از زنان کشورهای دیگر در جنوب شرق آسیا به ویزیت‌های پیش از زایمان می‌روند (۷۴٪) و از روش‌های پیشگیری از بارداری استفاده می‌کنند (۸۱٪ در مقایسه با ۵۸٪) (۲۰۰۸).
نرخ مرگ و میر زیر ۵ سال (به ازای هر ۱٬۰۰۰ تولد زنده) به ۱۴ (۲۰۰۸) کاهش یافته است از ۲۸ (۲۰۰۲). نرخ مرگ و میر نوزادان نیز از ۲۰ (۲۰۰۲) به ۱۶٫۳۹ مرگ به ازای هر ۱٬۰۰۰ تولد (۲۰۱۱) کاهش یافته است.

## رفتارها و باورهای بارداری

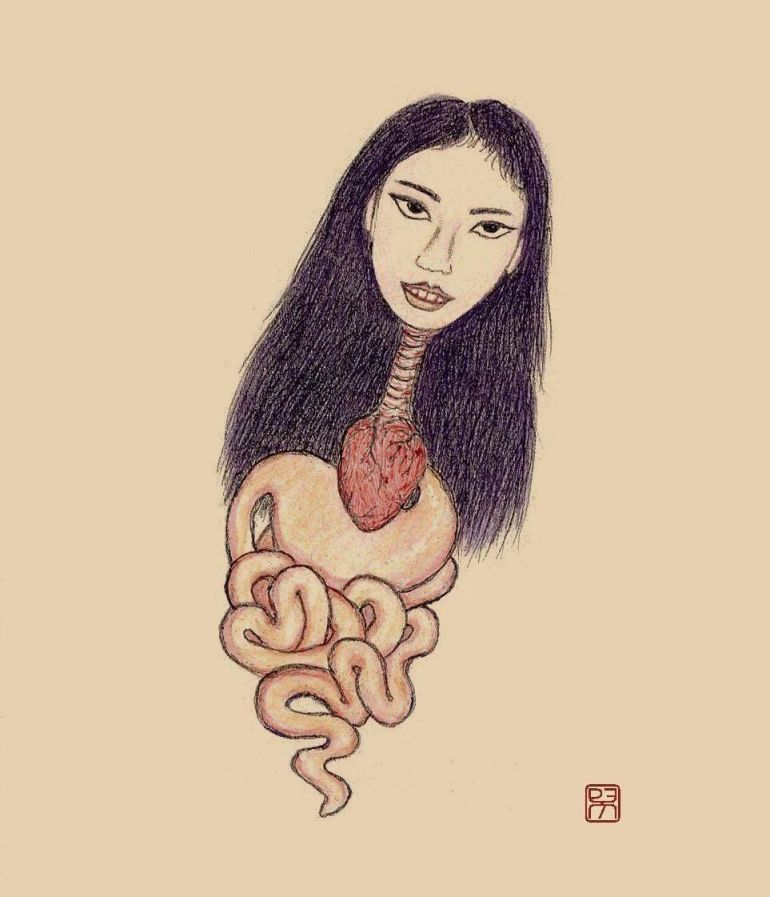
Krasue، یک شبح شبانه از فولکلور تایلند که زنان باردار روستا را در خانه‌هایشان تعقیب می‌کند

باورهای سنتی زیادی وجود دارد که به نحوه بارداری مربوط می‌شود. بر اساس باورهای تایلند مرکزی، لقاح زمانی رخ می‌دهد که khwan (روح) در هنگام رابطه جنسی وارد رحم می‌شود. زنی که پریود او قطع می‌شود و شروع به هوس خوردن غذاهای ترش می‌کند، گمان می‌رود باردار شده باشد. زمانی که زن متوجه می‌شود باردار است، باید ابتدا به شریک زندگی خود بگوید، سپس به مادر و مادرشوهرش. ناباروری به عنوان عدم تعادل در یکی از «جوهرها» دیده می‌شود. با این حال، نقاط خاص طب فشاری برای رفع این مشکل استفاده می‌شود.
سقط جنین از نظر بودایی‌ها «ممانعت از تولد دوباره فرد و نقض یک ممنوعیت دینی درگرفتن زندگی» است. با این حال، این امر در تایلند در ۲۵ ژانویه ۲۰۲۱ برای بارداری‌های کمتر از ۱۲ هفته قانونی شد.
سقط جنین در تایلند در حال حاضر در موارد زیر مجاز است: (۱) سقط جنین در ۱۲ هفته اول بارداری، (۲) بارداری تهدیدی برای سلامت جسمی یا روانی مادر باشد، (۳) بارداری خطر بالایی برای مشکلات سلامتی که ممکن است منجر به نقص عضو یا معلولیت نوزاد شود داشته باشد، یا (۴) بارداری ناشی از یک جرم جنسی باشد. قبل از قانونی شدن سقط جنین در سه‌ماهه اول بارداری، گزارش شده بود که حدود دو سوم از زنان برای خاتمه دادن به بارداری ناخواسته به خارج از سیستم مراقبت‌های بهداشتی اصلی مراجعه می‌کردند و ۱۲٪ تلاش می‌کردند خودشان این کار را انجام دهند.
در فولکلور تایلند روحی به نام Krasue (กระสือ) وجود دارد که زنان باردار را در خانه‌هایشان پیش از تولد یا پس از آن تعقیب می‌کند. افسانه‌های روستایی می‌گویند که این شبح در اطراف خانه زن باردار پرواز می‌کند و با فریادهای تیز خود ترس ایجاد می‌کند. این روح از زبان دراز مانند خرطوم خود برای رسیدن به جنین یا جفت جنین در رحم استفاده می‌کند. این عادت، همراه با دیگر کارهای غیرقابل ذکر این روح، به عنوان علت بسیاری از بیماری‌ها که عمدتاً زنان روستایی را در دوران بارداری‌شان تحت تأثیر قرار می‌دهد، شناخته می‌شود.

### رژیم غذایی در دوران بارداری
از آنجا که در طب سنتی تایلندی بارداری به عنوان یک وضعیت «گرم» در نظر گرفته می‌شود، غذاهایی که برای حفظ گرما مصرف می‌شوند ترجیح داده می‌شوند، مانند چای زنجبیل، شیر نارگیل، گوشت نارگیل جوان، غذاهای شور، Tamarind، ماهی، سیر، پیاز، و مایعات گرم. افرادی که pak plang''، سبزی سبز لغزنده‌ای شبیه به گیاه پیچک مصرف می‌کنند، زایمانی آسان خواهند داشت چون بدن نوزاد را لغزنده می‌کند. داروی گیاهی Ya tom به صورت چای تهیه می‌شود و اگر زن باردار سه بار در روز برای سه روز متوالی این چای را بنوشد، نوزاد قوی و زایمان آسان خواهد داشت.
با این حال، زنان باردار باید از مصرف khong salaeng (غذاهای آلرژیک) خودداری کنند، چون ممکن است مشکلاتی در طول زایمان یا برای جنین به وجود آورد. غذاهای khong salaeng شامل سالاد پاپایا، غذاهای ترشی، غذاهای تند (ممکن است نوزاد بدون مو به دنیا آید)، قهوه و چای (نوزاد ممکن است هوش کافی نداشته باشد)، صدف‌ها (از خشکی پرینه پس از زایمان جلوگیری می‌کند)، و بادمجان تایلندی (ممکن است باعث درد مقعد پس از زایمان شود) هستند. زنان همچنین توصیه می‌شوند که تنها نیم‌عدد موز بخورند، چون خوردن یک موز کامل ممکن است باعث مسدود شدن زایمان شود.

### رفتار در دوران بارداری
طبق باورهای سنتی، فعالیت‌های سنگین مانند بلند کردن اجسام سنگین، کار کشاورزی و حتی رانندگی ممکن است منجر به سقط خودبه‌خودی یا مرده‌زایی شود، هرچند گاهی این امر برای فقرا در مناطق روستایی اجتناب‌ناپذیر است. با این حال، فعالیت منظم به زایمان آسان کمک می‌کند چون شکم «شل» می‌شود (tong klon) و این امر به چرخش پایین‌تر نوزاد کمک می‌کند. از سوی دیگر، بی‌تحرکی و استراحت مکرر، زایمان را پیچیده می‌کند.
گزارش‌هایی وجود دارد که نشان می‌دهد در مرکز تایلند فعالیت جنسی در دوران بارداری توصیه می‌شده، زیرا اسپرم باعث می‌شود نوزاد قوی شود، اما در بخش‌های شمالی تایلند به آن به عنوان نوعی فعالیت شدید نگاه می‌شود که ممکن است منجر به سقط جنین شود. اگرچه زنان باردار از حضور در مراسم تشییع جنازه منع می‌شوند، اما پوشیدن نشان‌واره‌ای روی شکم می‌تواند اثرات منفی بر جنین را جبران کند. همچنین به زنان توصیه می‌شود که هیچ‌گونه پیش‌نیازی مانند خرید یا دوختن لباس‌های کودک انجام ندهند، زیرا ممکن است منجر به مرگ نوزاد شود. سایر باورهای مرتبط با بارداری شامل عدم نشستن در پله‌ها (که باعث انسداد زایمان می‌شود)، عدم دفن هر چیزی در خاک (که زایمان را دشوار می‌کند)، و انجام «دوش‌های جادویی» (برای تسهیل زایمان و آرامش روحی) است. این دوش‌ها باید با کلمات مقدس به نام nam mon توسط mor mon' (شفادهنده جادویی، یا حتی راهب) تقدیس شوند و معمولاً در فضای باز از ماه هشتم تا نهم بارداری انجام می‌شوند. در هفته‌های آخر بارداری طبیعی، زن ممکن است برای «بالا بردن رحم» (yok thong) به یک ماساژور مراجعه کند تا راحتی بیشتری پیدا کند.

### بارداری مدرن
امروزه، آزمایش بارداری در داروخانه‌ها موجود است. همچنین می‌توان بارداری را در مطب پزشک متخصص زنان با استفاده از آزمایش خون و ادرار تأیید کرد. در حال حاضر، زنان باردار موظف به حضور حداقل در چهار ویزیت قبل از زایمان هستند. بارداری‌های طبیعی می‌توانند توسط پرستاران زنان یا ماماها مدیریت شوند، در حالی که بارداری‌های پرخطر باید تحت نظر متخصصین زنان و زایمان باشند. به‌طور ایده‌آل، یک زن باید در ویزیت‌های قبل از زایمان «هر ماه تا ۲۸ هفته بارداری، سپس هر دو هفته یک‌بار از ۲۸ تا ۳۲ هفته و هر هفته بعد از ۳۲ هفته» شرکت کند، اما تعداد ویزیت‌ها بستگی به زن و ارائه‌دهندگان خدمات بهداشتی او دارد. در تایلند، مراقبت‌های قبل از زایمان در بخش خدمات بهداشتی عمومی رایگان است. در بخش خدمات بهداشتی، بخش خصوصی و عمومی وجود دارد که بخش عمومی توسط وزارت بهداشت عمومی و بیمارستان‌های آموزشی ارائه می‌شود. در مطالعه سال ۲۰۰۵ توسط لیامپوتونگ و همکاران، زنان چیانگ مای (شمال تایلند) نشان دادند که «فقط دانش فرهنگی را زمانی که قابل اجرا و مناسب برای وضعیت‌های روزمره زندگی‌شان است، ادغام می‌کنند».

## زایمان و تولد

### محل زایمان
در دهه ۱۹۶۰، ۹۹٪ از زنان در روستاها در خانه زایمان می‌کردند. امروزه این آمار بسیار کمتر شده است، زیرا بیشتر زنان تایلندی در بیمارستان‌ها و درمانگاه‌ها زایمان می‌کنند، که معمولاً همان‌جا برای مراقبت‌های قبل از زایمان مراجعه می‌کنند. با این حال، زایمان خانگی در حال محبوبیت است، ولی ممکن است به‌طور کامل تحت پوشش بیمه قرار نگیرد. به‌طور سنتی، زنان تایلندی در خانه زایمان می‌کردند، یا در اتاق خواب یا در آشپزخانه. اتاق زایمان در خانه معمولاً با Yant Trinisinghé, «پرچم‌های کوچکی که با اعداد مقدس از یک تا نه نوشته شده‌اند» یا با حروف و علائم تزئین می‌شد؛ هر پرچم یک «نماد از یک بخش منترای طولانی است که باور می‌رود قدرت دفع ارواح شرور را دارد». به جای پرچم‌ها، چرم گاو نیز می‌تواند استفاده شود.

### کمک‌کننده و پرستاران در هنگام زایمان
طبق پروفایل سلامت تایلند از سوی WHO در سال ۲۰۰۸، ۹۹٪ از زنان شهری، ۹۷٪ از زنان روستایی، و ۹۳٪ از ۲۰٪ فقیرترین زنان کودکان خود را توسط متخصصان بهداشت ماهر زایمان می‌کنند، که این میزان نسبت به میانگین منطقه‌ای ۴۹٪ بسیار بهتر است. به عنوان بخشی از برنامه تحصیلی چهار ساله، تمامی پرستاران شش ماه آموزش ماماگری می‌بینند و ممکن است بعدها تخصص پیدا کنند. با این حال، مسئولیت عمده در هنگام زایمان در بیمارستان‌ها بر عهده متخصص زنان و زایمان است. هنوز مشخص نیست که چگونه دستیاران سنتی زایمان آموزش می‌بینند، اما احتمالاً از طریق تجربه‌های مشاهده‌ای است.
دستیار سنتی زایمان، که معمولاً یک زن است، در مرکز تایلند به نام Mo Tamaye و در شمال به نام Mae Jang شناخته می‌شود. معمولاً پذیرفته شده است که زایمان از زمانی شروع می‌شود که آب مادر می‌شکند. اگر خانواده نتواند به نزدیک‌ترین مرکز پزشکی برسد یا نمی‌خواهند، Mo Tamaye فراخوانده می‌شود. معمولاً شوهر و Mo Tamaye در هنگام زایمان حضور دارند، اما ممکن است بستگان و کودکان نیز حضور داشته باشند؛ با این حال، زن باردار باید از کمر تا زانو پوشانده شده باشد.

### وضعیت‌های زایمان
در موقعیت‌های سنتی زایمان تفاوت‌هایی وجود دارد. در یکی از موقعیت‌ها، یک تشک تا شده از پشت زن پشتیبانی می‌کند، در حالی که شوهر از پشت او را حمایت کرده و اجازه می‌دهد که او به ران‌هایش بچسبد. پشتیبانی از پاها با استفاده از بامبو برای فشار دادن زن در حین انقباضات انجام می‌شود. در موقعیت دیگری، زن در حال نشستن است و Mo Tamaye از پشت از او حمایت می‌کند، و او به یک طناب آویزان از سقف کشیده و برای کاهش درد از آن استفاده می‌کند. زن باید در فرایند زایمان فعال باشد و در زمان انقباضات نفس بکشد و فشار بیاورد، با کمک Mo Tamaye. در یک محیط پزشکی، احتمالاً یک زن گزینه‌های محدودی برای وضعیت‌های زایمان دارد و به‌طور افقی روی تخت برای زایمان قرار می‌گیرد. از نظر فرهنگی، نیازی به سکوت در هنگام فرایند زایمان نیست، اما مدیریت درد در بیشتر درمانگاه‌ها در دسترس است. اطلاعاتی دربارهٔ استفاده از نظارت بر جنین وجود ندارد؛ اما احتمالاً در بیمارستان‌های غربی استفاده می‌شود که این امر تحرک زن در هنگام زایمان را محدود می‌کند. بیمارستان سمیتیوج سریناکارین در بانکوک تنها بیمارستانی است که در تایلند زایمان طبیعی و زایمان در آب را ارائه می‌دهد.

### آداب و رسوم در هنگام زایمان
در صورت بروز مشکلات در هنگام زایمان، دستیار سنتی زایمان مقداری آب مقدس به زن می‌دهد یا بر شکم او فشار می‌آورد. هیچ غذایی خاصی برای خوردن در هنگام زایمان ذکر نشده است. برای تسهیل در زایمان، تمام پنجره‌ها و درها باید باز باشد و زن باید به سمت شرق باشد تا نماد ظهور زندگی جدید باشد. شوهر نیز باید هیزم‌ها را خارج از خانه و به سمت شرق قرار دهد. هر میخ بسته شده باید باز شود، و هیچ‌کس نباید میخ به دیوار بکوبد تا از توقف زایمان جلوگیری شود. به دنیا آمدن نوزاد با بند ناف (مقدس) که دور گردن پیچیده شده، به عنوان نشانه‌ای از خوشبختی در نظر گرفته می‌شد.

### سزارین
در مدل پزشکی بارداری، عمل سزارین در صورت بروز مشکلات انجام می‌شود. با این حال، نرخ سزارین در سطح جهانی در حال افزایش است، که ممکن است به دلیل انگیزه‌های مالی باشد. تایلند نیز از این قاعده مستثنی نیست و نرخ سزارین از ۱۵٫۲٪ (۱۹۹۰) به 22.4% (1996) و به ۳۴٪ (۲۰۰۷) رسیده است. مطالعه‌ای در سال ۲۰۰۰ نتیجه‌گیری کرد که «موارد خصوصی شانس ۵٫۸۳ برابر بیشتری برای سزارین اولیه نسبت به موارد غیرخصوصی دارند»، زیرا «پزشکان احساس می‌کنند که موظف به ارائه خدمات زایمان شخصی هستند، زمانی که به دلیل اختلافات زمانی و فراغت، [این امر] منجر به انجام پروسیجرهای سزارین غیرضروری و احتمالاً غیرضروری می‌شود».

## دوران پس از زایمان
دوران دوران پس از زایمان بلافاصله پس از تولد کودک آغاز می‌شود، اما مشخص نیست که چه زمانی به پایان می‌رسد. این دوران پس از زایمان خانگی در خانه ادامه می‌یابد، یا در صورت زایمان در بیمارستان، به مدت ۲ تا ۳ روز در بیمارستان و سپس در خانه ادامه می‌یابد.

### بند ناف و جفت جنین
پس از زایمان سنتی، Mo Tamaye سه بار بند ناف را از کودک می‌کشد «برای پاک کردن کثیفی‌ها»، سپس آن را به عقب برمی‌گرداند، بند ناف را در دو نقطه با یک نخ پنبه‌ای خاص می‌بندد و بند ناف را در میان دو نقطه بسته برش می‌دهد. بند ناف بریده شده سپس سوزانده می‌شود و جفت جنین دفن می‌شود، معمولاً توسط پدر.

### مراسم گذراندن زن از دوران بلوغ
پس از آنکه زن اولین کودک خود را به دنیا می‌آورد، او به عنوان یک فرد بالغ در نظر گرفته می‌شود. سپس او وارد مراسم Yu Fai می‌شود، که در آن باید برای تعداد فردی از روزها، معمولاً حدود ۱۱ روز، نزدیک آتش دراز بکشد تا رحم او به اندازه طبیعی خود بازگردد. پس از هر زایمان بعدی، تعداد روزهایی که باید نزدیک آتش باشد ممکن است کاهش یابد. همچنین، یک جعبه چوبی با یک ظرف آتش ممکن است بر روی شکم زن قرار داده شود تا همان هدف را دنبال کند. گفته می‌شود که آتش همچنین ارواح شرور را می‌ترساند، به ویژه وقتی که با بوی عطر گیاه نعناع ترکیب شود. پس از مراسم Yu Fai، زن مجاز است از خانه والدین خود که پیش از بارداری و در دوران آن در آنجا زندگی می‌کرد، بیرون برود زیرا او اکنون یک فرد بالغ است.

### رژیم غذایی و رفتار پس از زایمان
همانند رژیم غذایی دوران بارداری، مصرف غذاهای گرم توصیه می‌شود، مانند خورش کاری داغ. رژیم غذایی زن باید شامل برنج و سبزیجات در چند ماه اول پس از زایمان باشد؛ گوشت، به جز ماهی، باید اجتناب شود. از منظر طب سنتی تایلندی، «طعم‌های ترش [بدن را] خشک نمی‌کنند، بلکه آب را در بدن جمع می‌کنند؛ تخم‌مرغ [برای بدن] بسیار سرد است؛ جک‌فروت [باد] را به بدن وارد می‌کند؛ برنج چسبناک و شکر شیرینی‌ها رحم را مرطوب می‌کنند؛ میوه‌ها [قدرت] نمی‌دهند و [بیش از حد] سرد هستند». چای‌های گیاهی (naam puu loey) باید مصرف شوند و حمام کردن با آب گیاهی (naam puu loeyand naam bai paw) روزانه انجام شود، بدون شستن موها در دو هفته اول.

### مراقبت‌های پس از زایمان و مرخصی مادرانه
وظایف خانگی توسط بستگان زن و فرزندان بزرگتر انجام می‌شود. به‌طور سنتی، بستگان زن همچنین از مادر جدید بازدید می‌کردند. در عرض ۴ تا ۸ هفته، زن باید برای معاینه سلامت به یک کلینیک مراجعه کرده و تولد کودک خود را ثبت کند. قانون قانون حمایت از کارگران ۱۹۹۸ به زنان حق سه ماه مرخصی مادرانه را می‌دهد تا شغل خود را حفظ کنند و بتوانند با نامه پزشک، وظایف خود را موقتاً تغییر دهند. در عمل، حقوق کارگران در تایلند بسیار ضعیف است و این قوانین به‌طور عمومی اجرایی نمی‌شوند. فعالان کارگری تحت تعقیب قرار می‌گیرند، کارگران مهاجر مورد بهره‌کشی قرار می‌گیرند و کارگران قاچاق در صنایع سکس و ماهیگیری شایع هستند.